# الظاهرالاعلى (مدينة حجة)

تعديل مصدري - تعديل

الظاهرالاعلى هي إحدى قرى عزلة قدم بمديرية مدينة حجة التابعة لمحافظة حجة، بلغ تعداد سكانها 613 نسمة حسب تعداد اليمن لعام 2004.